# Home Alone: The Holiday Heist
Singur acasă 5 (din engleză: Home Alone: The Holiday Heist) este un film de Crăciun canadiano-american din 2012 regizat de Peter Hewitt. În rolurile principale joacă actorii Christian Martyn, Jodelle Ferland, Ellie Harvie și Malcolm McDowell.
Filmul a avut premiera la ABC Family la 25 noiembrie 2012, în timpul pachetului anual de programe 25 Days of Christmas. Este al doilea film din seria Singur acasă care nu are acțiunea în Chicago (ci în Maine, față de New York în al doilea film al francizei), și al doilea film, după Home Alone 3, care nu se concentrează asupra întâmplărilor din viața familiei McCallister. În film apar câteva omagii în cinstea filmului original din 1990.

## Prezentare
În timpul sezonului de sărbători de iarnă, familia Baxter se mută din California în Maine după ce Catherine Baxter primește aici un post de vicepreședinte. Copii, Finn și Alexis, sunt nemulțumiți că s-au mutat din însorita Californie în acest tărâm acoperit de zăpadă și se refugiază în mediul online al internetului. Familia Baxter este invitată la o petrecere a noului șef, dar după o ceartă în familie, cei doi copii rămân acasă. În timp ce Alexis rămâne blocată într-o cameră secretă din beci, Finn, mezinul familiei, are de înfruntat o bandă de trei hoți care vor să fure un tablou de milioane de dolari ascuns în camera secretă.

## Distribuție
- Christian Martyn ca Finn Baxter
- Jodelle Ferland ca Alexis Baxter
- Angelina Hantseykins ca Miss Kathleen Gidney
- Malcolm McDowell ca Sinclair
- Debi Mazar ca Jessica
- Eddie Steeples ca Hughes
- Ellie Harvie ca Catherine Baxter
- Doug Murray ca Curtis Baxter
- Edward Asner ca Mr. Carson
- Bill Turnbull ca Simon
- Peter DaCunha ca Mason
- Evan Scott ca Santa with children in sleigh